# Piargová dolinka
Piargová dolinka i Temnosmrečinská dolina ( polsky Dolina Piarżysta je nejvyšší část Temnosmrečinské doliny ve Vysokých Tatrách. 
Zabírá dvě nejvyšší patra doliny, které jsou od sebe odděleny skalním prahem. Na třetím je Vyšné Temnosmrečinské pleso a na čtvrtém ledovcový kotel. I od nižšího druhého patra je oddělena skalním prahem. Ze tří stran ji obepínají stěny Čubriny a Kôprovského štítu a boční hřeben mezi Čubrinou a Kôprovským štítem. Od polské strany Vysokých Tater - Doliny Rybiego potoka ji odděluje hlavní hřeben Vysokých Tater.

## Název
Běžně se pro údolíčko používá i název Temnosmrečinská dolina, v níž dolinka leží. Autory jména jsou polští horolezci, kteří pojmenování Dolina Piarżysta vztahují na celou Temnosmrečinskou dolinu. "Piargy" označují skály.  Název může mít i jiný základ. Základ slova tvoří staré nářeční slovo Piarg pocházející v tvarech berg, perg - parg, který pochází od starých německých horníků, kteří zde dolovali rudy. 

## Turistika
Pro turisty je nepřístupná.